# Long Sơn, Cần Đước
Long Sơn là một xã thuộc huyện Cần Đước, tỉnh Long An, Việt Nam.

## Địa lý
Xã Long Sơn nằm ở phía tây bắc huyện Cần Đước, có vị trí địa lý:
- Phía đông giáp xã Tân Trạch
- Phía tây giáp xã Long Cang và huyện Tân Trụ
- Phía nam giáp huyện Tân Trụ với ranh giới là sông Vàm Cỏ Đông
- Phía bắc giáp các xã Phước Vân và Long Hòa

Xã có diện tích 13,51 km², dân số năm 1999 là 7.773 người, mật độ dân số đạt 575 người/km².

## Lịch sử
Xã Long Sơn được chia thành 6 ấp: 1A, 1B, 2, 3, 4, 5.